# Giorgio Fieschi
Giorgio Fieschi dei conti di Lavagna (Genova, 1390/1400 – Roma, 11 ottobre 1461) è stato un cardinale e arcivescovo cattolico italiano.
Era figlio di Ettore Fieschi. Apparteneva ad una nobile famiglia genovese che aveva già dato alla Chiesa cattolica due papi: Innocenzo IV e Adriano V e quattro cardinali: Guglielmo, Luca, Giovanni e Ludovico.

## Biografia
Fu nominato vescovo di Mariana in Corsica nel 1433 ma consacrato solo nel 1435 a Firenze. Nel 1436 ottenne la sede arcivescovile di Genova che mantenne fino al 1439 quando, il 18 dicembre fu nominato da papa Eugenio IV cardinale presbitero di Sant'Anastasia. Ottenne la commenda di numerose sedi vescovili (Sagona in Corsica dal 1443 al 1445, Noli, dal 1447 al 1448, Albenga, dal 1448 al 1459) ed abbazie. Fu legato pontificio di papa Niccolò V in Liguria. Fu camerlengo del Sacro Collegio per l'anno 1447. Nel 1455 divenne decano del collegio cardinalizio.
Nel concistoro del 5 marzo 1449 fu nominato cardinale vescovo di Palestrina ed il 28 aprile 1455, in qualità di decano del collegio cardinalizio, ottenne il titolo vescovile di Ostia e Velletri.
Dopo la morte la sua salma fu traslata a Genova e tumulata in un mausoleo nella cappella di San Giorgio della cattedrale di Genova.

## Conclavi
Il cardinale Giorgio Fieschi partecipò ai conclavi:
- 1447, che elesse papa Niccolò V
- 1455, che elesse papa Callisto III
- 1458, che elesse papa Pio II

## Genealogia episcopale
La genealogia episcopale è:
- Vescovo Cristoforo di San Marcello
- Cardinale Giorgio Fieschi